# ONE TIME (SoulJaの曲)
『ONE TIME』（ワン・タイム）は、SoulJaの曲。2009年1月21日に5枚目のシングルとして発売された。

## 概要
- 前作に引き続き、プロデュースは川添象郎である。
- タイトル曲は、前作「記念日」のミュージックビデオに出演していた歌手・一星とフラメンコギタリスト・沖仁をフィーチャーして、ラテンとヒップホップを融合させたナンバー。
- カップリング曲は、少年時代の友達との思い出を宝石のような言葉で歌で表現している曲[1]。

## 収録曲
（全作詞・作曲：SoulJa）
1. ONE TIME feat. 一星 & 沖仁
  - 編曲：佐藤博
  - テレビ東京系『アリケン』エンディングテーマ
2. home
  - 編曲：高橋幸宏、SoulJa／ストリングス編曲：権藤知彦